# Montagny-près-Yverdon
Montagny-près-Yverdon ist eine politische Gemeinde im Distrikt Jura-Nord vaudois des Kantons Waadt in der Schweiz. Im Mittelalter hiess der Ort Montagny-le-Corbe.

## Geographie
Montagny-près-Yverdon liegt auf 455 m ü. M., 2,5 km nordwestlich der Bezirkshauptstadt Yverdon-les-Bains (Luftlinie). Das Haufendorf erstreckt sich leicht erhöht am Nordrand der Ebene von Yverdon, westlich des Neuenburgersees, im Waadtländer Mittelland.
Die Fläche des 3,6 km² grossen Gemeindegebiets umfasst einen Abschnitt des nördlichen Waadtländer Mittellandes. Der westliche Teil des Gebietes wird von der zum Jurafussplateau gehörenden Höhe zwischen dem Tal des Bey im Süden und demjenigen der Brine im Norden eingenommen. Der höchste Punkt von Montagny-près-Yverdon befindet sich mit 500 m ü. M. auf dem Sporn über dem Tal der Brine, wo noch die Ruinen des ehemaligen Schlosses sichtbar sind. Im Süden erstreckt sich der Gemeindeboden über die Talniederung des Bey bis an den Fuss des Mont de Chamblon. Nach Osten reicht das Gebiet in die Ebene von Yverdon und in einem nur 100 m breiten Zipfel entlang des kanalisierten Bey bis an das Ufer des Neuenburgersees. Von der Gemeindefläche entfielen 1997 20 % auf Siedlungen, 6 % auf Wald und Gehölze, 72 % auf Landwirtschaft und etwas weniger als 2 % war unproduktives Land.
Zu Montagny-près-Yverdon gehören das Gewerbegebiet Chamard (437 m ü. M.) und die Häuser entlang der Strasse von Yverdon nach Grandson sowie einige Einzelhöfe. Die Nachbargemeinden von Montagny-près-Yverdon sind im Nordosten Grandson, im Norden Valeyres-sous-Montagny, im Westen Champvent, im Süden Chamblon, im Südsüdosten Treycovagnes und im Südosten Yverdon-les-Bains.

## Bevölkerung
Mit 775 Einwohnern (Stand 31. Dezember 2023) gehört Montagny-près-Yverdon zu den kleineren Gemeinden des Kantons Waadt. Von den Bewohnern sind 88,5 % französischsprachig, 3,5 % deutschsprachig und 2,8 % italienischsprachig (Stand 2000). Die Bevölkerungszahl von Montagny-près-Yverdon belief sich 1900 auf 263 Einwohner. Nachdem die Bevölkerung von 1950 bis 1980 bei 350 Personen stagniert hatte, wurde seither eine deutliche Bevölkerungszunahme registriert.

## Wirtschaft
Montagny-près-Yverdon war bis in die zweite Hälfte des 20. Jahrhunderts ein vorwiegend durch die Landwirtschaft geprägtes Dorf. Noch heute haben der Ackerbau (insbesondere Gemüsekulturen), der Obstbau und in geringerem Mass auch der Weinbau eine wichtige Bedeutung in der Erwerbsstruktur der Bevölkerung.
Seit den 1960er Jahren hat die Schaffung einer ausgedehnten Gewerbezone am Stadtrand von Yverdon die Wirtschaftsstruktur des Dorfes markant verändert. Hier haben sich Einkaufszentren der Grossverteiler sowie Hobby-, Freizeit- und Sportläden und verschiedene Spezialgeschäfte niedergelassen. In den letzten Jahrzehnten hat sich Montagny-près-Yverdon auch zu einer Wohngemeinde entwickelt. Zahlreiche Erwerbstätige sind deshalb Wegpendler, die vor allem in Yverdon arbeiten.

## Verkehr
Die Gemeinde ist verkehrstechnisch hervorragend erschlossen. Sie liegt nahe der Hauptstrasse von Yverdon nach Orbe und nach Sainte-Croix. Der Autobahnanschluss Yverdon-Ouest an der 1984 eröffneten A5 ist nur rund 1 km vom Ortskern entfernt. Montagny-près-Yverdon wird durch das Stadtbusnetz von Yverdon (Linie 3) bedient. Auf dem Gemeindegebiet befindet sich auch die Haltestelle La Brinaz an der am 27. November 1893 eingeweihten Schmalspurbahn Yverdon–Ste-Croix.

## Geschichte
Das Gemeindegebiet von Montagny-près-Yverdon war schon sehr früh besiedelt, was durch den Fund von Gegenständen des keltischen Kunsthandwerks bezeugt wird. Zur Römerzeit wurde das Gebiet von der Strasse von Yverdon nach Sainte-Croix durchquert, ein Meilenstein aus der Zeit um 200 n. Chr. wurde 1862 entdeckt.
Die erste urkundliche Erwähnung des Ortes erfolgte bereits im Jahr 996 unter dem Namen Montaniacum. 1149 erschien die Bezeichnung Montagniaco und 1174 Montagniei. Der Ortsname ist vom römischen Personennamen Montan(i)us abgeleitet. Seit dem 12. Jahrhundert war Montagny Mittelpunkt der Herrschaft Montagny-le-Corbe, die den Herren von Montfaucon gehörte. Sie errichteten ihr Schloss auf einem Vorsprung über dem Tal der Brine. Auch die Siedlung trug damals den Namen Montagny-le-Corbe. Im 14. Jahrhundert ging die Herrschaft an das Haus Chalon aus dem Burgund über. Im Rahmen der Burgunderkriege wurde das Schloss von den Eidgenossen 1475 eingenommen und niedergebrannt.
Danach kam das Dorf 1476 unter die Verwaltung der Vogtei Grandson, die unter der gemeinen Herrschaft von Bern und Freiburg stand. Nach dem Zusammenbruch des Ancien Régime gehörte Montagny-près-Yverdon von 1798 bis 1803 während der Helvetik zum Kanton Léman, der anschliessend mit der Inkraftsetzung der Mediationsverfassung im Kanton Waadt aufging. 1798 wurde es dem Bezirk Yverdon zugeteilt.

## Sehenswürdigkeiten
Vom ehemaligen Schloss Montagny-le-Corbe, das ursprünglich auf das 11. Jahrhundert zurückgeht und nach der Zerstörung 1475 nicht mehr aufgebaut wurde, ist heute nur noch ein verfallener und von Vegetation überwachsener Turm erhalten. Die 1769 erbaute Pfarrkirche steht leicht erhöht über dem Dorf. Im alten Ortskern sind einige Acker- und Weinbauernhäuser aus dem 17. bis 19. Jahrhundert erhalten.

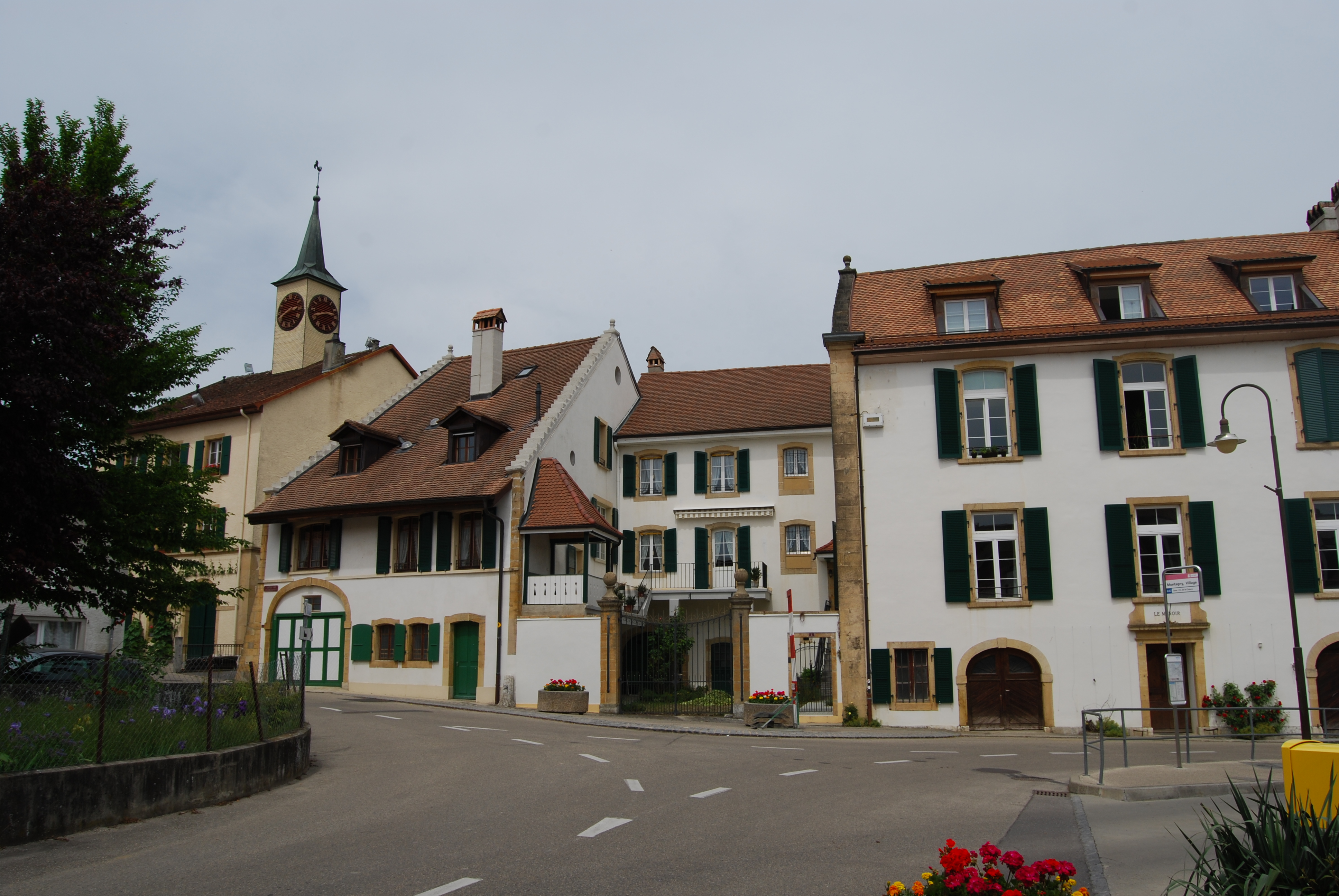
Dorfzentrum
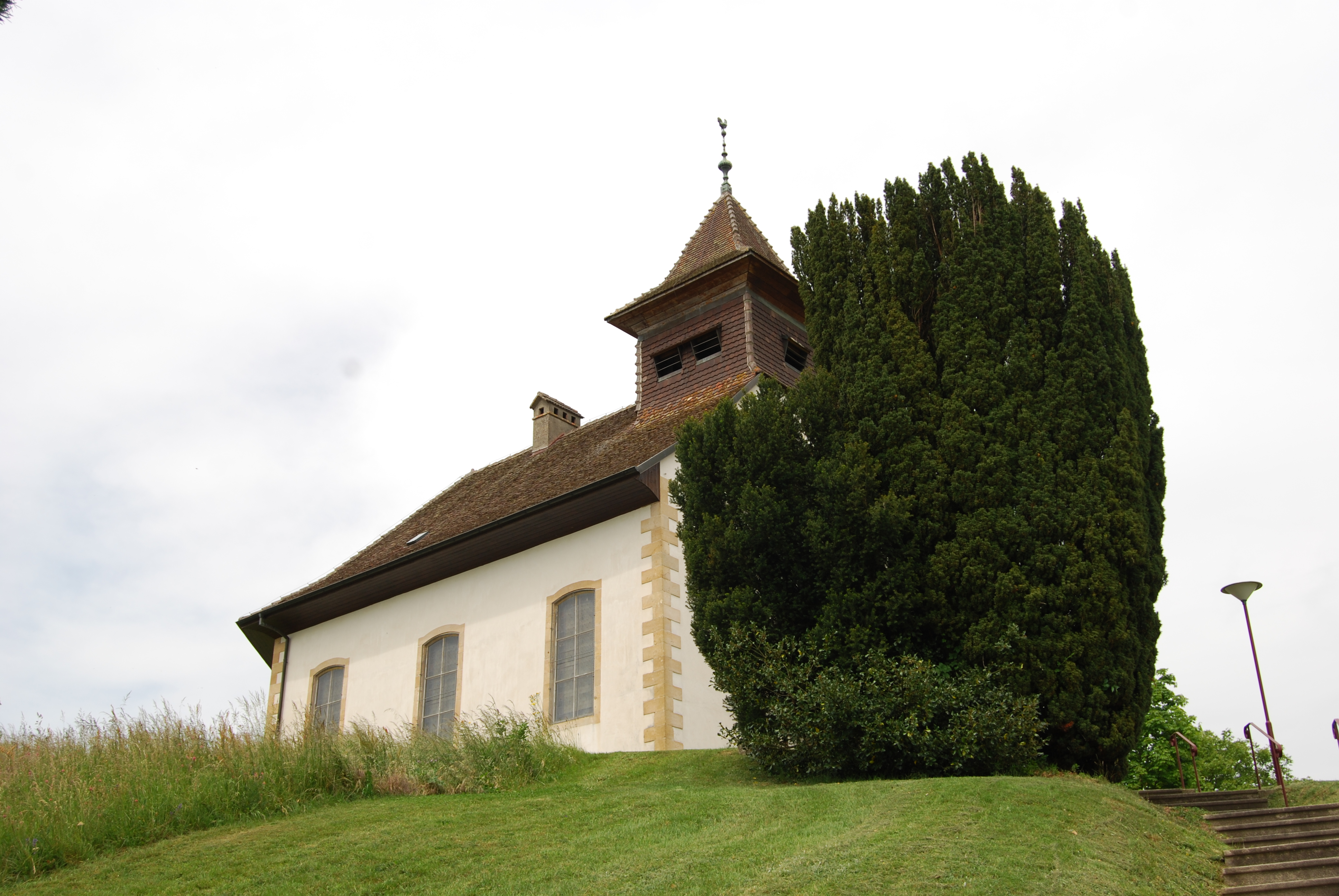
Pfarrkirche
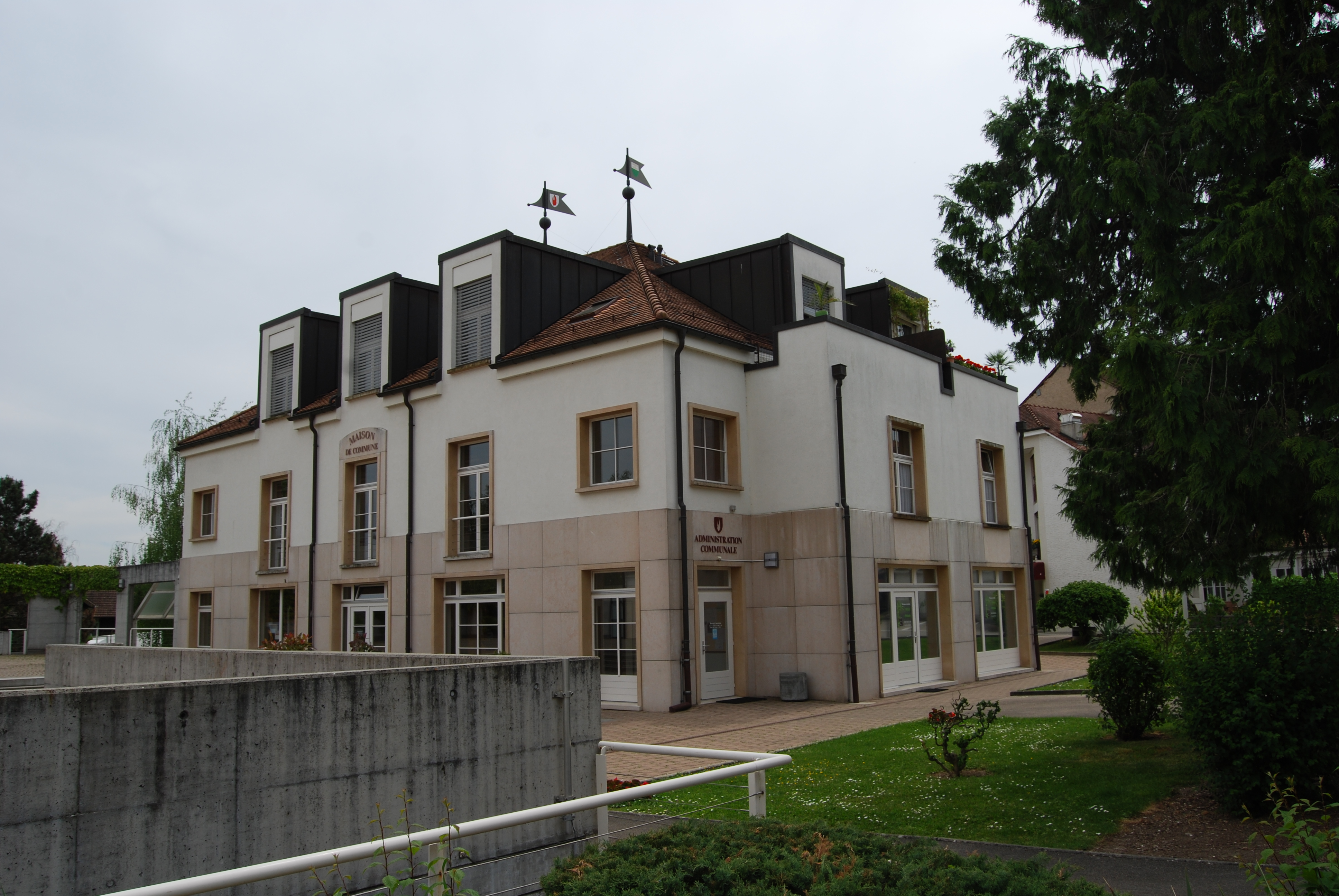
Gemeindehaus
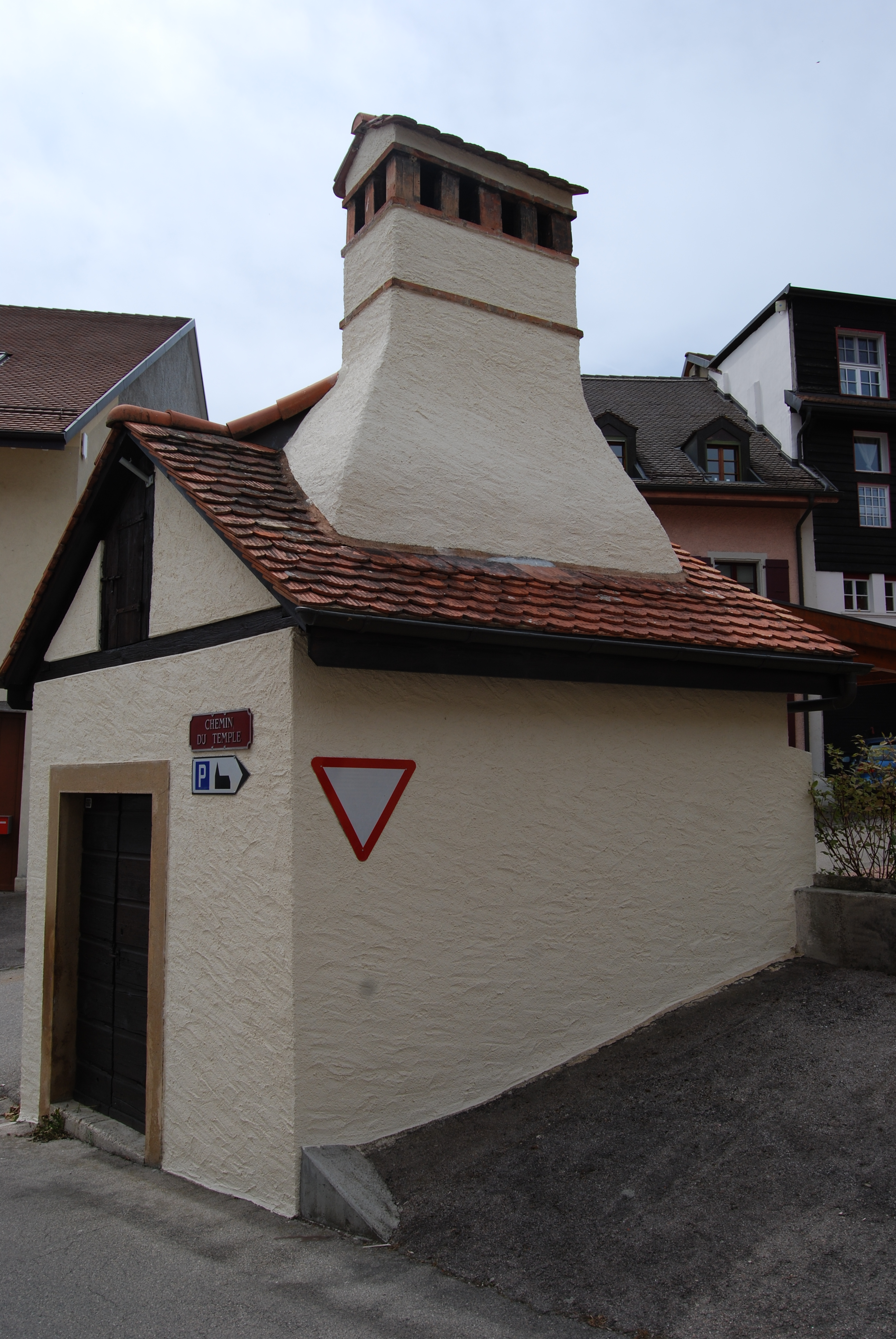
Backhäuschen
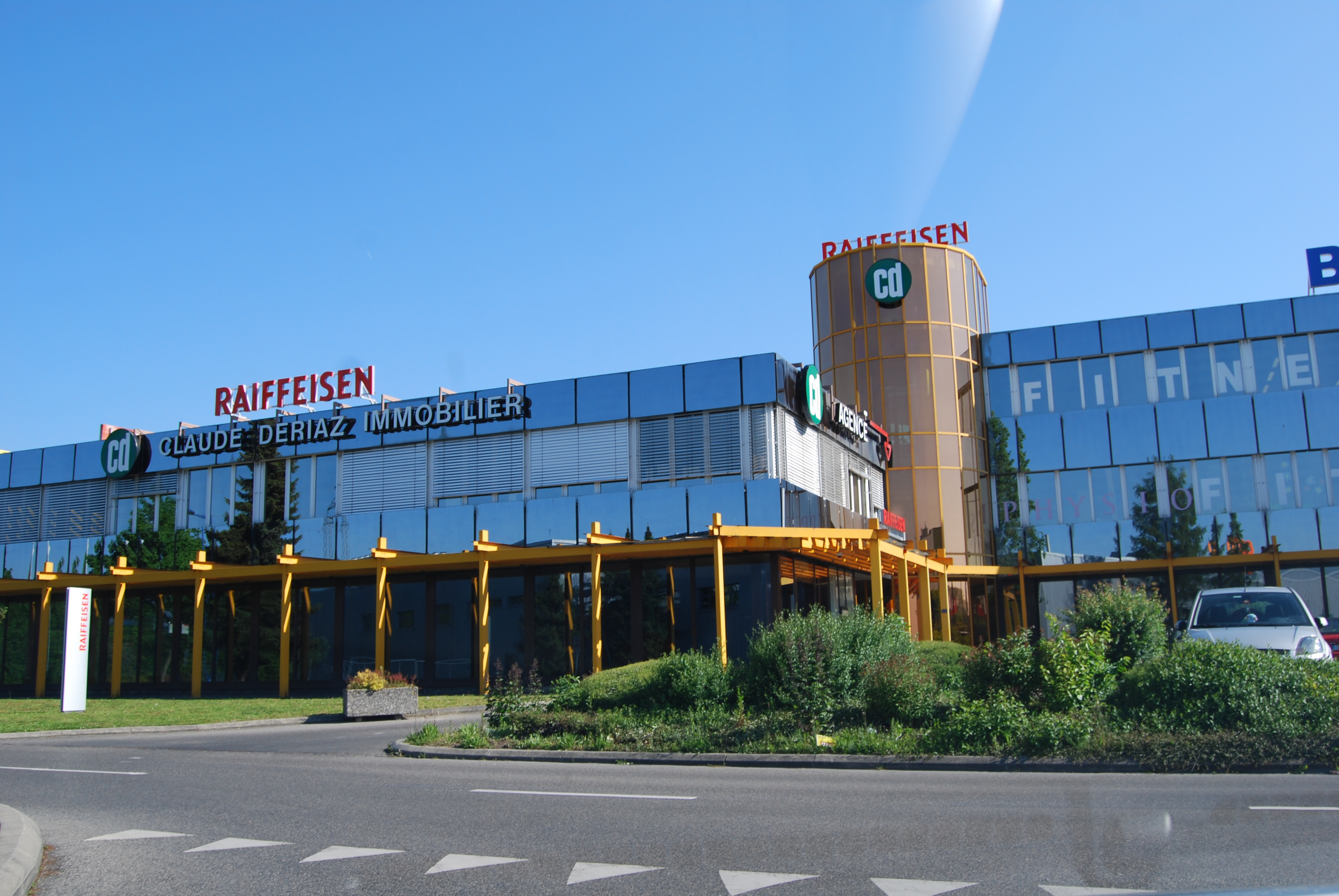
Gewerbegebiet östlich der Autobahn
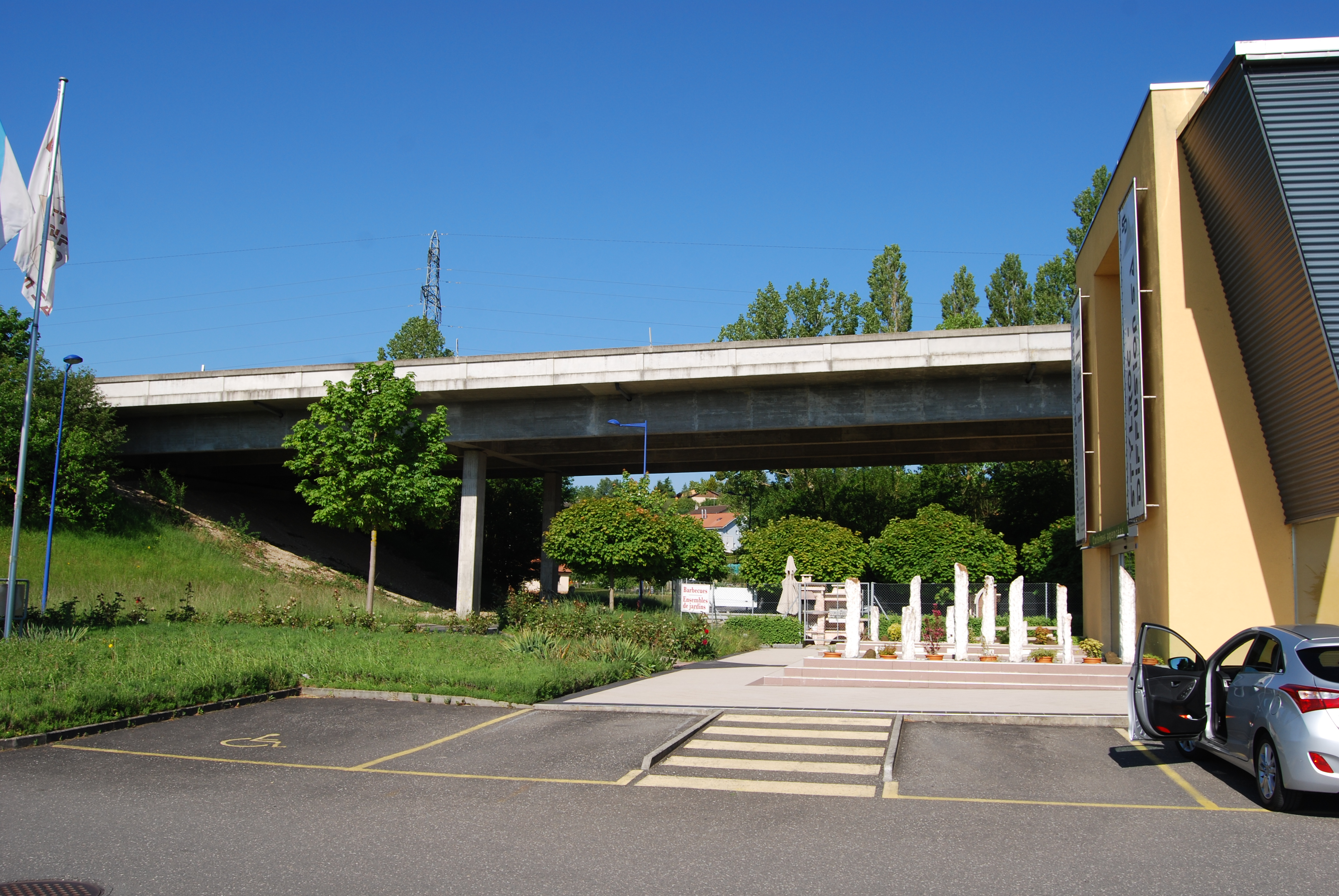
Autobahnviadukt
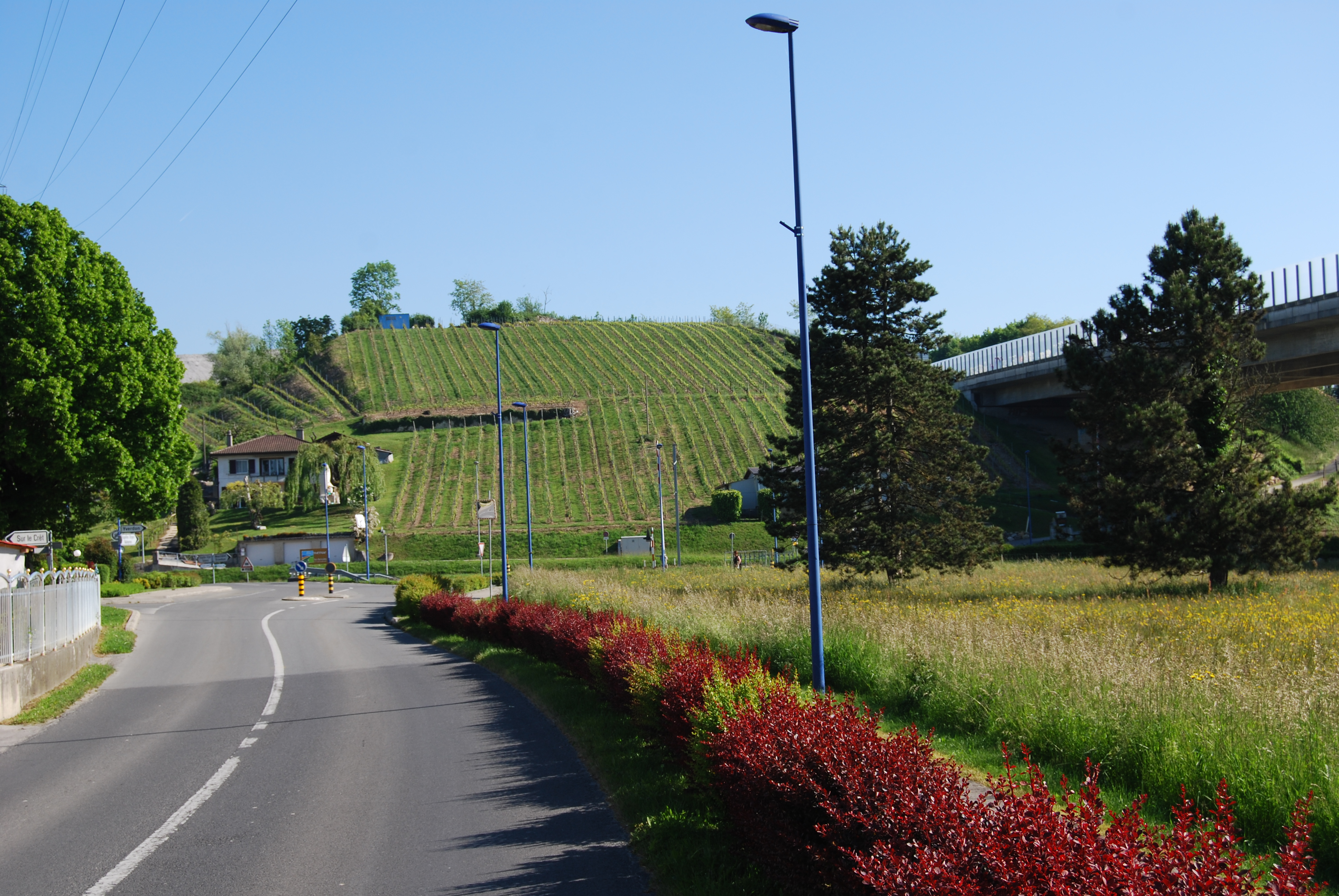
Weinberg
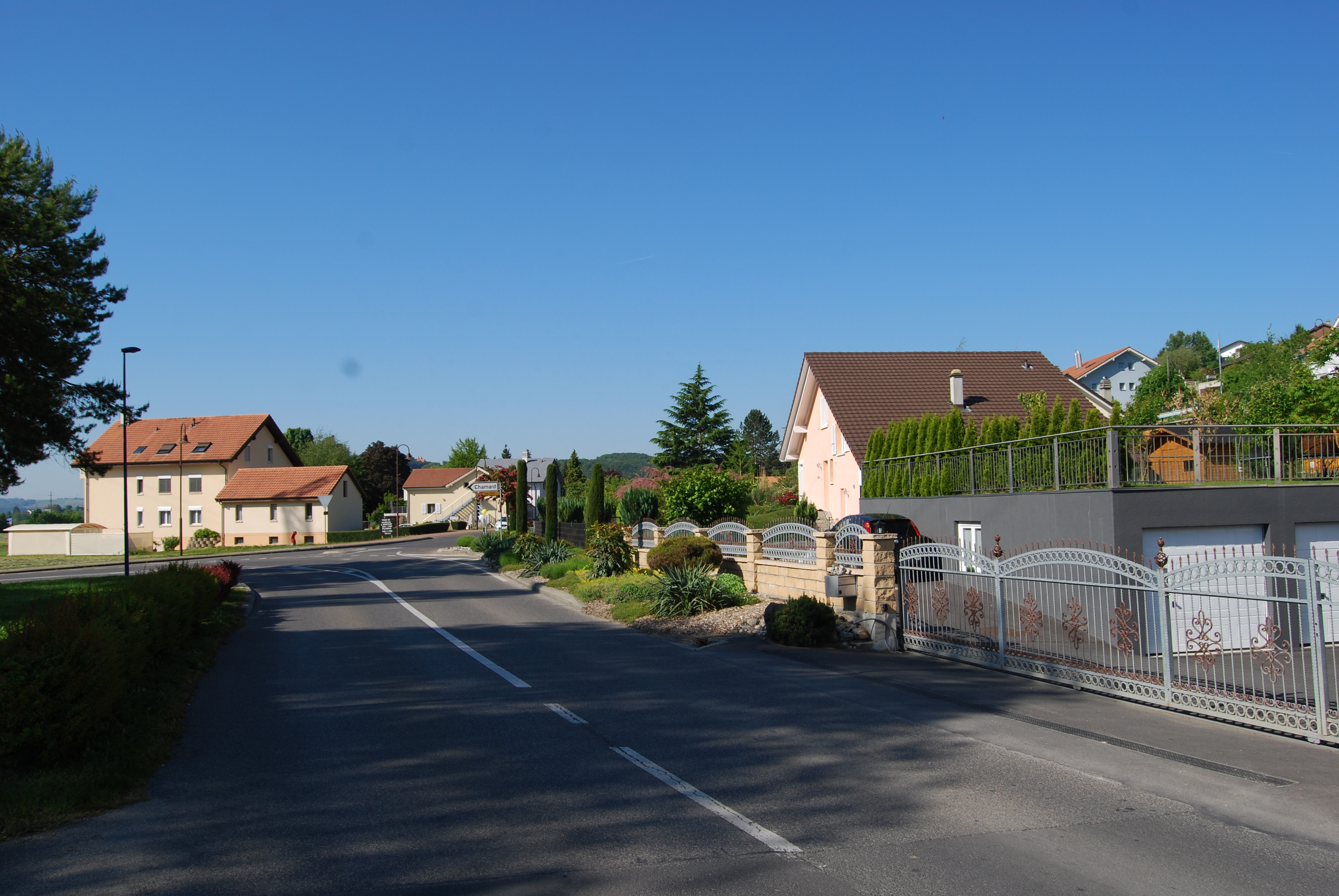
Blick Richtung Dorf